# Manduca ochus
Manduca ochus är en fjärilsart som beskrevs av Johann Christoph Friedrich Klug 1836. Manduca ochus ingår i släktet Manduca och familjen svärmare. Inga underarter finns listade i Catalogue of Life.

## Bildgalleri

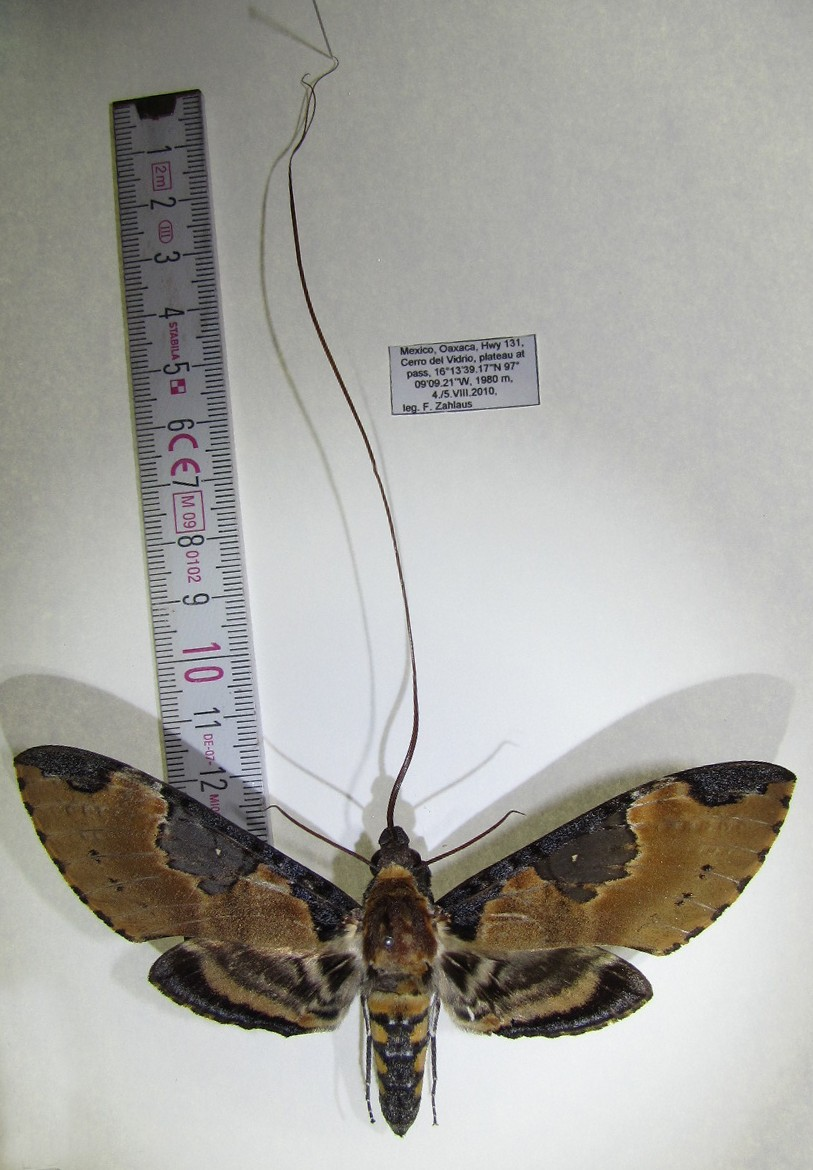
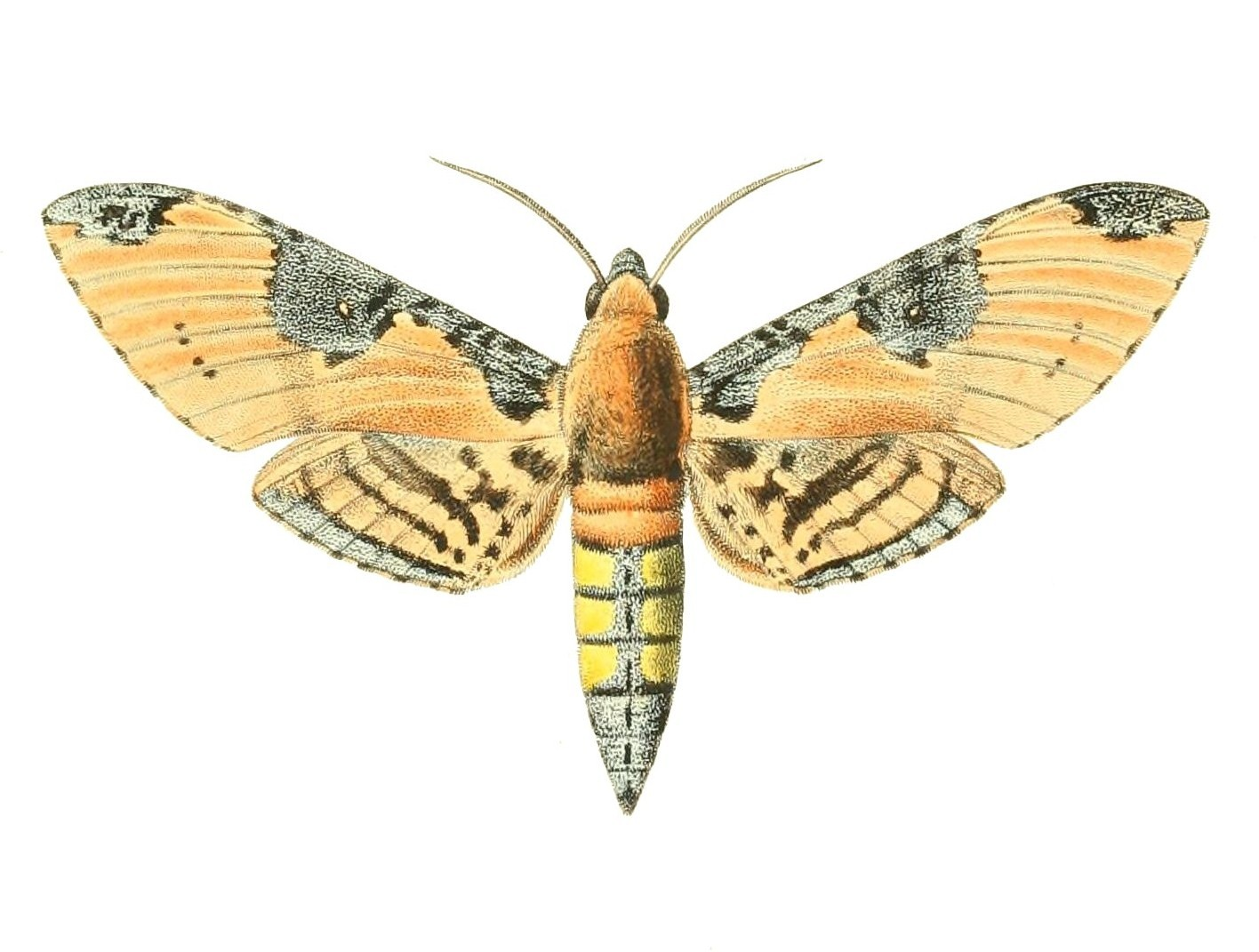